# Centrale solaire photovoltaïque de Boundiali
La centrale solaire photovoltaïque de Boundiali est une centrale solaire photovoltaïque situé à Boundiali dans le nord de la Côte d'Ivoire, dans la région de la Bagoué. Installée sur une superficie totale de 78 hectares, la construction de la première phase de la centrale s'étendant sur 36 hectares, débute en décembre 2021. Elle est inaugurée le 3 avril 2024, avec une puissance globale de 37,5 MWc soutenue par un système de stockage de 10 MW de Saft.

## Historique
La centrale solaire photovoltaïque de Boundiali est la première centrale solaire ivoirienne pour une superficie totale de 78 hectares. Elle est située au nord du pays dans la région de la Bagoué précisément à 3 km de Boundiali. La région est une zone semi-aride, au climat chaud et sec avec des températures pouvant atteindre 37 °C.
Le projet de construction de cette centrale solaire est initié dans le but de diversifier les sources la productions d'électricité de la Côte d'Ivoire. Sa construction débute officiellement décembre en 2021 et la première phase, d'une superficie de 36 hectares, est inaugurée quatre ans plus tard le 3 avril 2024, par le Robert Beugré Mambé,. À cette même date, est posée la première pierre de la phase 2 du projet de construction de la centrale solaire de Boundiali. En effet, le 23 novembre 2023 en conseil des ministres, le gouvernement ivoirien décide de l'extension cette centrale solaire et débloque 19,5 milliards de Franc CFA pour les travaux,. La phase 2 s'étend sur 42 hectares. La fin des travaux est prévue pour avril 2025. Le maitre d'ouvrage est Côte d'Ivoire énergie.
La construction de la centrale solaire est cofinancée par la république fédérale d'Allemagne à travers la banque de développement Kreditanstalt für Wiederaufbau (KfW), l'Union Européenne et l’État ivoirien. Ce projet fait partie du programme Compact with Africa une initiative lancée en mars 2017 pour le développement des énergies renouvelable en Afrique,.

## Description

### Capacité
La centrale solaire photovoltaïque de Boundiali a une capacité de 37,5 MWc, repartie sur environ 68 000 panneaux solaires de 550 Wc et de 168 onduleurs-strings de 250 kVA,.

### Stockage
L'infrastructure possède également un système de stockage d'énergie par batterie de 10 MW, fournit par Saft une filiale de TotalEnergies. Ce système de stockage permet de renforcer la capacité et de lisser la production de la centrale afin d'alimenter le réseau d'électricité local. Il s'agit d'un système lithium-ion qui comprend six conteneurs Saft Intensium Max High Energy qui fournit un total d'énergie de 13,8 MWh. À cela s'ajoutent des dispositifs de conversion d'énergie.

### Transformateur HTA/HTB
La centrale solaire de Boundiali est raccordée au réseau local d'électricité. Elle est donc dotée de deux transformateurs de tension haute tension HTA/HTB (30/90 kV) de 40 MVA dans la zone d'évacuation HTB et de deux lignes souterraines de 90 kV qui font chacune une longueur de 600 mètres.

## Réduction des émissions de gaz à effet de serre
La centrale photovoltaïque de Boundiali permet d'économiser l'équivalent de 27 000 tonnes de dioxyde de carbone ({\displaystyle {\ce {CO2}}}). La centrale contribue à la réduction des émission de gaz à effet de serre en Côte d'Ivoire,.